# Synagoga Stambulska w Jerozolimie
Synagoga Stambułska w Jerozolimie (hebr. בית הכנסת האיסטנבולי) – synagoga znajdująca się w Dzielnicy Żydowskiej Starego Miasta w Jerozolimie, wchodząca w skład tzw. czterech sefardyjskich synagog.

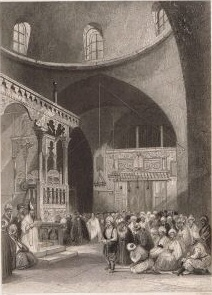
Wnętrze synagogi, ok. 1825

Synagoga została zbudowana w 1764, przez imigrantów ze Stambułu (Turcja). W międzyczasie w synagodze zaczęli si
ę modlić również wierni wschodnich wspólnot, pochodzących z Kurdystanu oraz z północnej i zachodniej Afryki. W 1836 została poddana gruntownej renowacji.
Synagoga podczas I wojny izraelsko-arabskiej w 1948 i w okresie rządów jordańskich została zdewastowana. Po wojnie sześciodniowej i odzyskaniem przez Izrael kontroli nad Starym Miastem synagoga została odnowiona i ponownie oddana do użytku. Obecnie jest największą spośród czterech sefardyjskich synagog i miejscem inauguracji Naczelnych Sefardyjskich Rabinów Izraela.
Wewnątrz znajduje się siedemnastowieczny Aron ha-kodesz, pochodzący ze zniszczonej synagogi w Ankoni oraz osiemnastowieczna bima z synagogi w Pesaro.